# Bătălia de pe Ialomița
Bătălia de pe Ialomița (în turcă Vazag Muharebesi) a fost purtată între armatele Regatului Ungariei și Imperiului Otoman în 2 septembrie 1442, pe cursul superior al râului Ialomița. Confruntarea a făcut parte din războaiele otomano-maghiare, iar cele două forțe militare au fost comandate de Ioan de Hunedoara și pașa Șehabeddin, beilerbeiul Rumeliei. Bătălia s-a terminat cu victoria armatei creștine.

## Context
În Bătălia de la Sibiu voievodul Ioan de Hunedoara a pus capăt asediului otoman al cetății și a zdrobit oastea otomană. Armata regală maghiară a trecut la contraofensivă Țara Românească, unde l-a impus pe tron pe Basarab al II-lea (1442-1443). În replică sultanul Murad al II-lea a trimis o armată numeroasă sub comanda beilerbeiului Rumeliei, Șehabeddin Pașa.